# سیارک ۳۳۸۸
سیارک ۳۳۸۸ (به انگلیسی: 3388 Tsanghinchi، نامگذاری:1981YR1) سه هزار و سیصد و هشتاد و هشتمین سیارک کشف شده‌است که در ۲۱ دسامبر ۱۹۸۱ کشف شد.
قدر مطلق سیارک برابر ۱۲٫۸۰ است.